# Rivalità calcistica Brasile-Uruguay

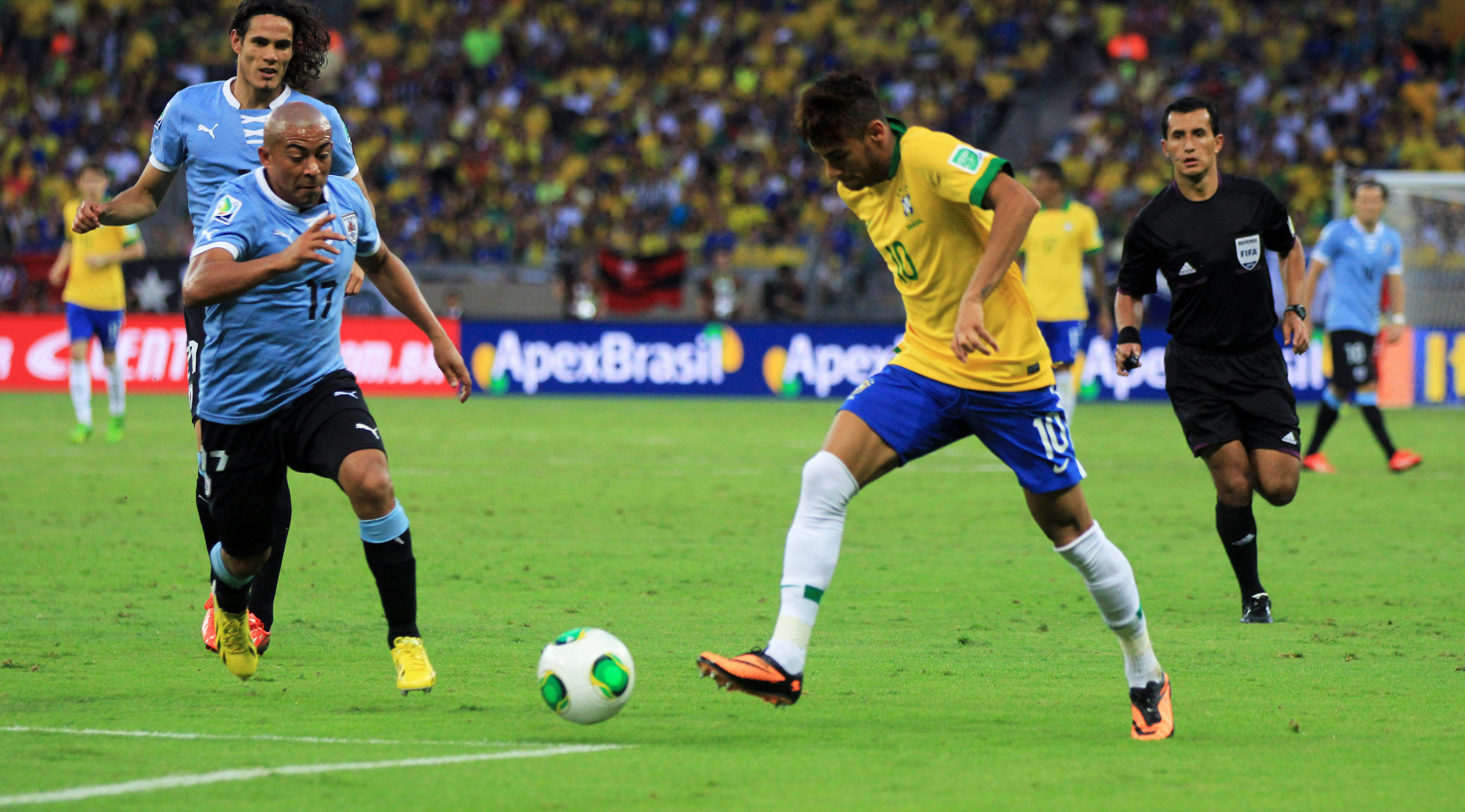
Neymar (a destra) e Egidio Arévalo Ríos (a sinistra) si contendono il pallone alla FIFA Confederations Cup 2013

La rivalità calcistica Brasile-Uruguay, conosciuta anche come El Clásico del Río Negro, o Classico do Rio Negro, è una rivalità sportiva altamente competitiva tra le nazionali di calcio brasiliana e uruguaiana, e i rispettivi tifosi. Il calcio è lo sport più popolare in entrambi i paesi ed esse hanno un totale di 7 Mondiali FIFA e 24 Copa Américas. Entrambi i paesi hanno anche una vicinanza molto stretta e confinano l'un l'altro, ma l'Uruguay ha una popolazione di soli 3,5 milioni di persone e una dimensione di 176215 km², mentre il Brasile una popolazione di circa 217 milioni e una dimensione di 8515767 km², che lo rendono il quinto paese più grande in termini di popolazione e dimensione.
Sebbene non siano considerati grandi come le rivalità dell'Argentina con il Brasile o con l'Uruguay, le partite tra di loro hanno un'atmosfera molto tesa a causa del loro famigerato incontro nella finale de facto della Coppa del Mondo FIFA 1950 dove l'Uruguay sorprendentemente sconfisse i favoriti brasiliani 2-1 allo Stadio Maracanã in Brasile, permettendo a La Celeste di rivendicare il loro secondo titolo mondiale. La partita, soprannominata il Maracanazo, è considerata da molti brasiliani (e dai media mondiali) come una delle peggiori (e più imbarazzanti) sconfitte della nazionale. Un momento considerato così traumatizzante per il pubblico brasiliano, che molti giornali brasiliani non si preoccuparono di riportare l'evento e alcuni tifosi sugli spalti decisero di suicidarsi in seguito al risultato, poiché il paese si aspettava una facile vittoria.
Da allora, il Brasile ha dimostrato di essere la squadra dominante, sia negli scontri diretti con l'Uruguay che nei tornei internazionali, come la Coppa del Mondo FIFA e la Copa América. Tuttavia, ogni volta che giocano uno contro l'altro (soprattutto al Maracanã), c'è molta paura nel pubblico brasiliano che il "Fantasma degli anni '50" possa riemergere e possano perdere di nuovo, proprio come nel 1950. Molti fan uruguaiani amano ricordare ai loro vicini di casa il "Fantasma degli anni '50", anche se molti brasiliani dicono che il fantasma è sparito, poiché il Brasile ha vinto 5 Mondiali (record di successi nella competizione) e 2 medaglie d'oro olimpiche, mentre da allora l'Uruguay non ha raggiunto un'altra finale né al mondiale, né all'olimpiade. Da allora, il Brasile ha anche battuto l'Uruguay al Maracanã più volte. Tuttavia, il Brasile avrebbe subito un'altra imbarazzante sconfitta in casa: questa volta, contro la Germania, quando perse 7-1, al Mineirão nelle semifinali della Coppa del Mondo FIFA 2014.

## Storia
L'Uruguay ha alcuni legami storici con il Brasile poiché i Trentatré Orientali condussero con successo una ribellione contro l'Impero del Brasile, che alla fine li conquistò, e le Provincie Unite del Rio de la Plata (ora Argentina) per riconoscere l'Uruguay come nazione indipendente dopo aver firmato il Trattato di Montevideo nel 1828.

## Partite importanti

### La prima partita

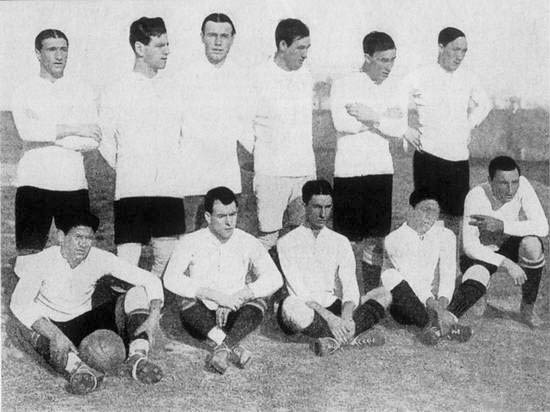
La squadra dell'Uruguay che vinse la prima Copa América

Uruguay e Brasile giocarono la loro prima partita ufficiale l'uno contro l'altro nel 1916, nel primo campionato sudamericano, dove l'Uruguay vinse 2-1 e vinse il torneo dopo lo 0-0 con l'Argentina. Il Brasile, invece, chiuse il torneo al 3º posto.

### Campionato sudamericano del 1920
Al Campionato sudamericano del 1920, A Seleção registrò la sua più grande sconfitta di sempre in trasferta, quando concesse 6 gol a La Celeste il 18 settembre 1920 all'Estadio Valparaíso Sporting Club a Viña del Mar, in Cile. La partita detenne il record della peggiore sconfitta di sempre del Brasile fino alla partita del Mineiraço nel 2014, dove la Germania superò il record.

### Copa Río Branco
Dal 1931 al 1976, Uruguay e Brasile s'incontrarono irregolarmente 10 volte nella Copa Río Branco. Le partite venivano utilizzate per decidere quale squadra fosse migliore in quel momento, simile a quelle della Copa Roca o della Copa Lipton. Il Brasile vinse le prime due edizioni nel 1931 (a Rio de Janeiro) e nel 1932 (a Montevideo), entrambe partite una tantum. Dopodiché, ogni singola edizione fino alla finale del 1976 sarebbero state un pareggio a due gambe, con una vittoria che valeva 3 punti e un pareggio che valeva 1 punto per ogni squadra. La differenza reti non venne presa in considerazione. Ciò li avrebbe portati a condividere il trofeo nel 1967 dopo aver pareggiato le prime due partite e dopo la ripetizione.

### Coppa del Mondo FIFA 1950
La finale della Coppa del Mondo 1950 tra di loro è forse la partita più famosa tra Brasile e Uruguay poiché la partita venne vista come la più grande nella loro rivalità. Il Brasile vinse la prima fase a gironi, nel Gruppo 1, battendo ogni singola squadra tranne la Svizzera, con cui pareggiò 2 –2. L'Uruguay, d'altra parte, aveva giocato solo una partita in tutto il torneo contro la Bolivia, poiché la Francia si ritirò dal torneo e lasciò il girone con solo due squadre. L'Uruguay demolì la Bolivia 8-0 e si qualificò automaticamente per la fase finale. Prima della partita finale, il Brasile aveva battuto la Svezia 7–1 e la Spagna 6–1, mentre l'Uruguay pareggiò 2-2 con la Spagna e vinse a malapena 3–2 con la Svezia. Il Brasile aveva inoltre vinto il Campionato Sudamericano del 1949, solo un anno prima (anch'esso disputatosi in Brasile), e molti brasiliani si aspettavano una ripetizione della vittoria per 5-1 su di loro durante il torneo. Gran parte del Brasile stava già festeggiando la vittoria prima dell'inizio della partita. Molte testate giornalistiche brasiliane avevano già riportato una vittoria brasiliana, mentre molti civili erano impegnati nelle strade, anticipando quello che sarebbe stato allora il primo trionfo del Brasile nella Coppa del Mondo. Al contrario, l'Uruguay si stava preparando per una sorpresa e il capitano, Obdulio Varela, disse ai suoi compagni di squadra, mentre erano nel loro spogliatoio, di urinare su un mucchio di giornali brasiliani che avevano già dichiarato il Brasile vincitore del torneo. Il Brasile aveva solo bisogno di almeno un pareggio con l'Uruguay per vincere la competizione, tuttavia, al 79' della partita, Alcides Ghiggia segnò una rete inaspettata sotto le gambe del portiere brasiliano, Barbosa, portando il punteggio sul 2-1 a favore dell'Uruguay. L'intero stadio (meno gli uruguaiani) rimase stranamente silenzioso per il resto della partita. Molti brasiliani avevano il cuore spezzato dopo la partita e non ci fu festa nelle strade. Gran parte della colpa della sconfitta venne rivolta a Barbosa, per non aver parato il tiro decisivo, e non gli venne permesso di venire a commentare una partita o venire ad un allenamento per paura che portasse sfortuna alla squadra. Tuttavia, in un'intervista prima della sua morte nel 2000, egli disse che "La pena massima in Brasile è di 30 anni di reclusione, ma io pago, per qualcosa di cui non sono nemmeno responsabile, ormai da 50 anni". Ghiggia, d'altra parte, dichiarò che solo 3 persone hanno mai messo a tacere il Maracanã: Frank Sinatra, papa Giovanni Paolo II e sé stesso.
| Arbitro: | George Reader |

| |            | |
| Friaça 47’                                                                                                   | Marcatori  | 66’ Schiaffino 79’ Ghiggia |
| Barbosa P Bigode DS Juvenal DC Augusto DD Danilo MS Bauer MD Jair CS Zizinho CD Chico AS Ademir AC Friaça AD | Formazioni | P Máspoli LIB M. González DC Tejera MD Gambetta MS Rodríguez Andrade CM Varela CD Pérez CS Schiaffino AD Ghiggia AC Míguez AS Morán |
| Flávio Costa                                                                                                 | Allenatori | Juan López Fontana |

### Coppa del Mondo FIFA 1970
Uruguay e Brasile non si sarebbero incontrati in un'altra Coppa del Mondo FIFA fino alla semifinali del 1970. La partita venne descritta da alcuni come uno degli incontri più memorabili tra loro poiché ebbe luogo esattamente 20 anni e 1 giorno dopo il famigerato Maracanaço. Il Brasile stava cercando di vendicarsi per la sconfitta del 1950, tuttavia l'ala uruguaiana Luis Cubilla aprì le marcature al 19', in quella che sembrava essere una ripetizione della sconfitta del 1950 dei brasiliani. Tuttavia, Clodoaldo avrebbe portato il punteggio sull'1-1 prima della fine del primo tempo e il calcio brasiliano in stile samba sarebbe subentrato nel secondo tempo mentre Jairzinho e Rivelino avrebbero segnato due gol ciascuno per vincere la partita 3-1. Pelé produsse anche una delle giocate più memorabili della storia del calcio, quando nel secondo tempo giocò un passaggio filtrante di Tostão e ingannò il portiere dell'Uruguay, Ladislao Mazurkiewicz, non toccando la palla, facendo uscire il portiere dalla sua area e permettendo a Pelé di fare un tiro libero. Tuttavia, alla fine, egli sbagliò e la palla finì di poco a lato del secondo palo.
Il Brasile sarebbe poi andato in finale, dove avrebbe battuto i rivali dell'Italia 4-1.

### Taça do Atlântico 1976
Il 28 aprile 1976, Brasile e Uruguay giocarono una famigerata partita durante un torneo amichevole. La partita, tuttavia, non fu amichevole, poiché divenne violenta molto presto. Nel primo tempo, Marco Antônio subì un duro fallo da Darío Pereyra e da Hebert Revetria, che fece arrabbiare Rivelino, costringendolo a tirare i capelli di Pereyra. Pochi minuti dopo, Manuel Keosseián fece un duro contrasto su Rivelino, facendosi espellere. Zico trasformò il rigore conseguente. Rivelino era ancora molto amareggiato per il placcaggio e inseguì Keosseián, costringendolo a dare una gomitata ad Attilio Ramirez. Rivelino e Ramirez si rincorsero e discuterono su tutta la faccenda per il resto della partita, facendo scoppiare una rissa tra i giocatori brasiliani e quelli uruguaiani. Il Brasile vinse la partita 2-1 al Maracanã, con l'unico gol dell'Uruguay segnato da Jorge Torres. Le discussioni proseguirono negli spogliatoi e la partita è ancora ricordata per essere stata la resa dei conti più violenta che abbiano mai avuto.

### Copa América 1989
Nel 1989, Brasile e Uruguay si incontrarono di nuovo nella partita decisiva della fase a gironi della Copa América svoltasi in Brasile, giocata allo stadio Maracanã. L'Uruguay stava cercando il suo terzo trofeo consecutivo, mentre il Brasile stava cercando il suo primo titolo in 40 anni e la possibilità di porre fine alla miseria in cui era finito nel 1950. Al 49', Romário segnò l'unico gol della partita, assicurando la vittoria del Brasile e vendicando la squadra che aveva perso nello stesso stadio nel 1950.

### Finale di Copa América 1995
Nel 1995, Brasile e Uruguay s'incontrarono nella partita finale della Copa América 1995. All'epoca, il Brasile aveva appena vinto la finale della Coppa del Mondo FIFA 1994 contro l'Italia e stava cercando di porre fine alla striscia positiva dell'Uruguay nel vincere tutti i tornei internazionali ospitati dall'Uruguay. La partita finì 1-1 dopo 90 minuti, grazie ai gol dell'uruguaiano Pablo Bengoechea e del brasiliano Túlio. Tuttavia, Túlio non segnò un gol ai rigori, poiché il suo tiro venne salvato dal portiere uruguaiano, Fernando Álvez, permettendo all'Uruguay di vincere la partita 5-3 ai rigori.

### Qualificazioni alla Coppa del Mondo 2002
Il 1º luglio 2001, il Brasile giocò contro l'Uruguay in una notevole qualificazione per la Coppa del Mondo FIFA all'Estadio Centenario di Montevideo. L'unico gol della partita arrivò da Federico Magallanes che trasformò un rigore al 33'. Il Brasile ebbe molte occasioni per segnare, ma non riuscì a farlo. Questa è stata anche la prima partita di Luiz Felipe Scolari alla guida della nazionale, ed egli disse che Rivaldo avrebbe dovuto segnare all'85'. Tuttavia, il portiere uruguaiano, Fabián Carini, sembrava aver tenuto la palla nella propria rete, ma l'arbitro Hugh Dallas non pensava che fosse un pareggio. La partita intaccò le possibilità del Brasile di qualificarsi, tuttavia finì terzo nella classifica di qualificazione e l'Uruguay finì quinto, il che significava che La Celeste avrebbe dovuto giocare in uno playoff di andata e ritorno contro l'Australia, che vinse 3-1 nelle due sfide. Quella partita fu anche l'ultima volta che l'Uruguay abbia mai battuto il Brasile in una competizione. L'Uruguay sarebbe stato eliminato nella fase a gironi, mentre il Brasile avrebbe vinto l'intera competizione, quando Ronaldo segnò 2 gol nella finale contro la Germania.

## Tabella riassuntiva
| Num. | Data              | Luogo          | Competizione                       | Incontro            | Risultato       |
| ---- | ----------------- | -------------- | ---------------------------------- | ------------------- | --------------- |
| 1    | 12 luglio 1916    | Buenos Aires   | Campionato Sudamericano 1916       | Uruguay - Brasile   | 2 - 1           |
| 2    | 18 luglio 1916    | Montevideo     | Amichevole                         | Uruguay – Brasile   | 0 - 1           |
| 3    | 7 ottobre 1917    | Montevideo     | Campionato Sudamericano 1917       | Uruguay – Brasile   | 4 - 0           |
| 4    | 16 ottobre 1917   | Montevideo     | Amichevole                         | Uruguay – Brasile   | 3 - 1           |
| 5    | 26 maggio 1919    | Rio de Janeiro | Campionato Sudamericano 1919       | Brasile - Uruguay   | 2 - 2           |
| 6    | 29 maggio 1919    | Rio de Janeiro | Campionato Sudamericano 1919       | Brasile - Uruguay   | 1 - 0           |
| 7    | 18 settembre 1920 | Valparaíso     | Campionato Sudamericano 1920       | Uruguay - Brasile   | 6 - 0           |
| 8    | 23 ottobre 1921   | Buenos Aires   | Campionato Sudamericano 1921       | Uruguay - Brasile   | 2 - 1           |
| 9    | 1 ottobre 1922    | Rio de Janeiro | Campionato Sudamericano 1922       | Brasile - Uruguay   | 0 - 0           |
| 10   | 25 novembre 1923  | Montevideo     | Campionato Sudamericano 1923       | Uruguay - Brasile   | 2 - 1           |
| 11   | 6 settembre 1931  | Rio de Janeiro | Copa Rio Branco                    | Brasile - Uruguay   | 2 - 0           |
| 12   | 4 dicembre 1932   | Montevideo     | Copa Rio Branco                    | Uruguay - Brasile   | 1 - 2           |
| 13   | 19 gennaio 1937   | Buenos Aires   | Campionato Sudamericano 1937       | Brasile - Uruguay   | 3 - 2           |
| 14   | 24 marzo 1940     | Rio de Janeiro | Copa Rio Branco                    | Brasile - Uruguay   | 3 - 4           |
| 15   | 31 marzo 1940     | Rio de Janeiro | Amichevole                         | Brasile - Uruguay   | 1 - 1           |
| 16   | 24 gennaio 1942   | Montevideo     | Campionato Sudamericano 1942       | Uruguay - Brasile   | 1 - 0           |
| 17   | 14 maggio 1944    | Rio de Janeiro | Amichevole                         | Brasile - Uruguay   | 6 - 1           |
| 18   | 18 maggio 1944    | São Paulo      | Amichevole                         | Brasile - Uruguay   | 4 - 0           |
| 19   | 7 febbraio 1945   | Santiago       | Campionato Sudamericano 1945       | Brasile - Uruguay   | 3 - 0           |
| 20   | 5 gennaio 1946    | Montevideo     | Copa Rio Branco                    | Uruguay - Brasile   | 4 - 3           |
| 21   | 10 gennaio 1946   | Montevideo     | Copa Rio Branco                    | Uruguay - Brasile   | 1 - 1           |
| 22   | 23 gennaio 1946   | Buenos Aires   | Campionato Sudamericano 1946       | Brasile - Uruguay   | 4 - 3           |
| 23   | 29 marzo 1947     | São Paulo      | Copa Rio Branco                    | Brasile - Uruguay   | 0 - 0           |
| 24   | 1 aprile 1947     | Rio de Janeiro | Copa Rio Branco                    | Brasile - Uruguay   | 3 - 2           |
| 25   | 4 aprile 1948     | Montevideo     | Copa Rio Branco                    | Uruguay - Brasile   | 1 - 1           |
| 26   | 11 aprile 1948    | Montevideo     | Copa Rio Branco                    | Uruguay - Brasile   | 4 - 2           |
| 27   | 30 aprile 1949    | Rio de Janeiro | Campionato Sudamericano 1949       | Brasile - Uruguay   | 5 - 1           |
| 28   | 6 maggio 1950     | São Paulo      | Copa Rio Branco                    | Brasile - Uruguay   | 3 - 4           |
| 29   | 14 maggio 1950    | Rio de Janeiro | Copa Rio Branco                    | Brasile - Uruguay   | 3 - 2           |
| 30   | 18 maggio 1950    | Rio de Janeiro | Copa Rio Branco                    | Brasile - Uruguay   | 1 - 0           |
| 31   | 16 luglio 1950    | Rio de Janeiro | Campionato mondiale di calcio 1950 | Brasile - Uruguay   | 1 - 2           |
| 32   | 16 aprile 1952    | Santiago       | Amichevole                         | Brasile - Uruguay   | 4 - 2           |
| 33   | 15 marzo 1953     | Lima           | Campionato Sudamericano 1953       | Brasile - Uruguay   | 1 - 0           |
| 34   | 10 febbraio 1956  | Montevideo     | Campionato Sudamericano 1956       | Uruguay - Brasile   | 0 - 0           |
| 35   | 24 giugno 1956    | Rio de Janeiro | Amichevole                         | Brasile - Uruguay   | 2 - 0           |
| 36   | 28 marzo 1957     | Lima           | Campionato Sudamericano 1957       | Uruguay - Brasile   | 3 - 2           |
| 37   | 26 giugno 1959    | Buenos Aires   | Campionato Sudamericano 1959       | Brasile - Uruguay   | 3 - 1           |
| 38   | 12 dicembre 1959  | Guayaquil      | Campionato Sudamericano 1959       | Uruguay - Brasile   | 3 - 0           |
| 39   | 9 luglio 1960     | Montevideo     | Coppa dell'Atlantico               | Uruguay - Brasile   | 1 - 0           |
| 40   | 7 settembre 1965  | Belo Horizonte | Amichevole                         | Brasile - Uruguay   | 3 - 0           |
| 41   | 25 giugno 1967    | Montevideo     | Copa Rio Branco                    | Uruguay - Brasile   | 0 - 0           |
| 42   | 28 giugno 1967    | Montevideo     | Copa Rio Branco                    | Uruguay - Brasile   | 2 - 2           |
| 43   | 1 luglio 1967     | Montevideo     | Copa Rio Branco                    | Uruguay - Brasile   | 1 - 1           |
| 44   | 9 giugno 1968     | São Paulo      | Copa Rio Branco                    | Brasile - Uruguay   | 2 - 0           |
| 45   | 12 giugno 1968    | Rio de Janeiro | Copa Rio Branco                    | Brasile - Uruguay   | 4 - 0           |
| 46   | 17 giugno 1970    | Guadalajara    | Campionato mondiale di calcio 1970 | Brasile - Uruguay   | 3 - 1           |
| 47   | 25 febbraio 1976  | Montevideo     | Coppa dell'Atlantico               | Uruguay 1–2 Brasile | 1 - 2           |
| 48   | 28 aprile 1976    | Rio de Janeiro | Coppa dell'Atlantico               | Brasile - Uruguay   | 2 - 1           |
| 49   | 31 maggio 1979    | Rio de Janeiro | Amichevole                         | Brasile - Uruguay   | 5 - 1           |
| 50   | 27 agosto 1980    | Fortaleza      | Amichevole                         | Brasile - Uruguay   | 1 - 0           |
| 51   | 10 gennaio 1981   | Montevideo     | Mundialito                         | Uruguay - Brasile   | 2 - 1           |
| 52   | 27 ottobre 1983   | Montevideo     | Copa América 1983                  | Uruguay - Brasile   | 2 - 0           |
| 53   | 4 novembre 1983   | Salvador       | Copa América 1983                  | Brasile - Uruguay   | 1 - 1           |
| 54   | 21 giugno 1984    | Curitiba       | Amichevole                         | Brasile - Uruguay   | 1 - 0           |
| 55   | 2 maggio 1985     | Recife         | Amichevole                         | Brasile - Uruguay   | 2 - 0           |
| 56   | 16 luglio 1989    | Rio de Janeiro | Copa América 1989                  | Uruguay - Brasile   | 0 - 1           |
| 57   | 11 luglio 1991    | Viña del Mar   | Copa América 1991                  | Brasile - Uruguay   | 1 - 1           |
| 58   | 30 aprile 1992    | Montevideo     | Amichevole                         | Uruguay - Brasile   | 1 - 0           |
| 59   | 25 novembre 1992  | Campina Grande | Amichevole                         | Brasile - Uruguay   | 1 - 2           |
| 60   | 15 agosto 1993    | Montevideo     | Qualificazioni al Mondiali 1994    | Uruguay - Brasile   | 1 - 1           |
| 61   | 19 settembre 1993 | Rio de Janeiro | Qualificazioni al Mondiali 1994    | Brasile - Uruguay   | 2 - 0           |
| 62   | 23 luglio 1995    | Montevideo     | Copa América 1995                  | Uruguay - Brasile   | 1 - 1 (5-3 dtr) |
| 63   | 11 ottobre 1995   | Salvador       | Amichevole                         | Brasile - Uruguay   | 2 - 0           |
| 64   | 18 luglio 1999    | Asunción       | Copa América 1999                  | Uruguay - Brasile   | 0 - 3           |
| 65   | 28 giugno 2000    | Rio de Janeiro | Qualificazioni al Mondiali 2002    | Brasile - Uruguay   | 1 - 1           |
| 66   | 1 luglio 2001     | Montevideo     | Qualificazioni al Mondiali 2002    | Uruguay - Brasile   | 1 - 0           |
| 67   | 19 novembre 2003  | Curitiba       | Qualificazioni al Mondiali 2006    | Brasile - Uruguay   | 3 - 3           |
| 68   | 21 luglio 2004    | Lima           | Copa América 2004                  | Brasile - Uruguay   | 1 - 1 (5-3 dtr) |
| 69   | 30 marzo 2005     | Montevideo     | Qualificazioni al Mondiali 2006    | Uruguay - Brasile   | 1 - 1           |
| 70   | 10 luglio 2007    | Maracaibo      | Copa América 2007                  | Uruguay - Brasile   | 2 - 2 (4-5 dtr) |
| 71   | 21 novembre 2007  | São Paulo      | Qualificazioni al Mondiali 2010    | Brasile - Uruguay   | 2 - 1           |
| 72   | 6 giugno 2009     | Montevideo     | Qualificazioni al Mondiali 2010    | Uruguay - Brasile   | 0 - 4           |
| 73   | 26 giugno 2013    | Belo Horizonte | FIFA Confederations Cup 2013       | Brasile - Uruguay   | 2 - 1           |
| 74   | 25 marzo 2016     | Recife         | Qualificazioni al Mondiali 2018    | Brasile - Uruguay   | 2 - 2           |
| 75   | 23 marzo 2017     | Montevideo     | Qualificazioni al Mondiali 2018    | Uruguay - Brasile   | 1 - 4           |
| 76   | 16 novembre 2018  | Londra         | Amichevole                         | Brasile - Uruguay   | 1 - 0           |
| 77   | 17 novembre 2020  | Montevideo     | Qualificazioni al Mondiali 2022    | Uruguay - Brasile   | 0 - 2           |
| 78   | 14 ottobre 2021   | Manaos         | Qualificazioni al Mondiali 2022    | Brasile - Uruguay   | 4 - 1           |
| 79   | 17 ottobre 2023   | Montevideo     | Qualificazioni al Mondiali 2026    | Uruguay - Brasile   | 2 - 0           |
| 80   | 6 luglio 2024     | Las Vegas      | Copa América 2024                  | Uruguay - Brasile   | 0 - 0 (4-2 dtr) |
| 81   | 19 novembre 2024  | Salvador       | Qualificazioni al Mondiali 2026    | Brasile - Uruguay   | 1 - 1           |

## Statistiche
| Partite | Vittorie Brasile | Pareggi | Vittorie Uruguay | Gol Brasile | Gol Uruguay |
| ------- | ---------------- | ------- | ---------------- | ----------- | ----------- |
| 76      | 36               | 20      | 20               | 136         | 96          |

## Palmares

### Ufficiali
| Competition                        | Brasile | Uruguay |
| ---------------------------------- | ------- | ------- |
| Coppa del Mondo FIFA               | 5       | 2       |
| Copa América                       | 9       | 15      |
| FIFA Confederations Cup            | 4       | 0       |
| Medaglie d'oro olimpiche           | 2       | 2*      |
| Coppa d'Oro dei Campioni del Mondo | 0       | 1       |
| Totale                             | 20      | 20      |

- I giochi olimpici del 1924 e del 1928 vennero giocati dalle nazionali maggiori prima della creazione della Coppa del Mondo FIFA nel 1930.

### Amichevoli
| Competizione       | Brasile | Uruguay | Pareggi |
| ------------------ | ------- | ------- | ------- |
| Copa Río Branco    | 6       | 3       | 1       |
| Taça do Atlântico  | 3       | 0       | 0       |
| Kirin Cup          | 0       | 2       | 0       |
| Taça Independência | 1       | 0       | 0       |
| Nehru Cup          | 0       | 1       | 0       |
| Totale             | 10      | 6       | 1       |

### Giovanili
| Competizione              | Brasile | Uruguay |
| ------------------------- | ------- | ------- |
| Olimpiadi                 | 2       | 0       |
| Giochi panamericani       | 4       | 2       |
| Coppa del Mondo FIFA U-20 | 5       | 0       |
| Coppa del Mondo FIFA U-17 | 4       | 0       |
| Sudamericano Sub-20       | 11      | 8       |
| Sudamericano Sub-17       | 12      | 0       |
| Sudamericano Sub-15       | 4       | 0       |
| Totale                    | 42      | 10      |

### Donne
| Competizione                   | Brasile | Uruguay |
| ------------------------------ | ------- | ------- |
| Coppa del Mondo Femminile FIFA | 0       | 0       |
| Copa América Femenina          | 7       | 0       |
| Sudamericano Feminino U-20     | 8       | 0       |
| Sudamericano Feminino U-17     | 3       | 0       |
| Olimpiadi                      | 0       | 0       |
| Giochi panamericani            | 3       | 0       |
| Totale                         | 21      | 0       |

## Club

### Palmares
| Competizione                             | Brasile | Uruguay |
| ---------------------------------------- | ------- | ------- |
| Coppa Intercontinentale                  | 6       | 6       |
| FIFA Club World Cup                      | 4       | 0       |
| Copa Libertadores                        | 20      | 8       |
| Copa Sudamericana                        | 4       | 0       |
| Recopa Sudamericana                      | 10      | 1       |
| Suruga Bank Championship                 | 1       | 0       |
| Campionati del mondo per club pre-1960   | 13      | 1       |
| Competizioni per club CONMEBOL scomparse | 15      | 3       |
| Total                                    | 73      | 19      |

### Finali tra club
| Competizione            | Vincitore | Punteggio         | Finalista     |
| ----------------------- | --------- | ----------------- | ------------- |
| Coppa Libertadores 1961 | Peñarol   | 1–0, 1–1          | Palmeiras     |
| Coppa Libertadores 1962 | Santos    | 2–1, 2–3, 3–0     | Peñarol       |
| Coppa Libertadores 1980 | Nacional  | 0–0, 1–0          | Internacional |
| Coppa Libertadores 1983 | Grêmio    | 1–1, 2–1          | Peñarol       |
| Coppa CONMEBOL 1993     | Botafogo  | 1–1, 2–2(3-1 dtr) | Peñarol       |
| Coppa CONMEBOL 1994     | São Paulo | 6–1, 0–3          | Peñarol       |
| Coppa Libertadores 2011 | Santos    | 0–0, 2–1          | Peñarol       |